# Tapioles
Tapioles község Spanyolországban,  Zamora tartományban. Tapioles Villalpando, Villárdiga, Revellinos és Cerecinos de Campos községekkel határos. Lakosainak száma 124 fő (2024).

## Népesség
A település népessége az utóbbi években az alábbiak szerint változott:
| Lakosok száma | 246  | 216  | 202  | 196  | 180  | 172  | 160  | 150  | 137  | 124  |
|               | 2001 | 2004 | 2007 | 2009 | 2012 | 2014 | 2017 | 2019 | 2022 | 2024 |